# Grétar Steinsson
Grétar Rafn Steinsson (* 9. Januar 1982 in Siglufjörður) ist ein isländischer ehemaliger Fußballspieler.

## Karriere

### Verein
Seine Profikarriere begann er in der Saison 2000/01 in Island bei ÍA Akranes. Zuvor war er bereits in dessen Jugendabteilung. Bevor er zu Akranes kam, spielte er bereits im Nachwuchsbereich seines Heimatortes bei KS Siglufjarðar und kam dabei bereits zu ersten Einsätzen im Herrenbereich. Zur Winterpause Saison 2004/05 wechselte er zu den BSC Young Boys in die Schweiz. Nur kurze Zeit später erfolgt im August 2005 der erneute Wechsel zu AZ Alkmaar. Bei den Niederländern entwickelte er sich zum Leistungsträger und wurde interessant für andere europäische Vereine. Im Januar 2008 sicherten sich die Bolton Wanderers für etwa vier Millionen die Dienste des Verteidigers. In England spielte Grétar mit den Wanderers gegen den Abstieg. Durch starke Mannschaftsleistungen und Punktgewinne zum Ende der Spielzeit wurde der Klassenerhalt geschafft.
Zur Saison 2012/13 wurde sein Wechsel in die türkische Süper Lig zum zentralanatolische Vertreter Kayserispor bekanntgegeben. Nach einer Saison verließ er Kayserispor.

### Nationalmannschaft
2002 kam Grétar zu seinem Debüt für die isländische Fußballnationalmannschaft. Während eines Freundschaftsspiels gegen Brasilien wurde er eingewechselt und konnte noch im gleichen Spiel seinen ersten Treffer im Nationaltrikot feiern.